# Propulsion radioisotopique
La propulsion radioisotopique est une technique de propulsion spatiale nucléaire utilisant la chaleur dégagée par la désintégration radioactive d'un élément pour chauffer un fluide qui est alors éjecté par une tuyère. Le principe est très semblable à celui de la propulsion nucléaire thermique par réacteur à cœur solide (type NERVA), mais beaucoup plus simple et la plupart du temps sans pièce mobile.

## Fonctionnement

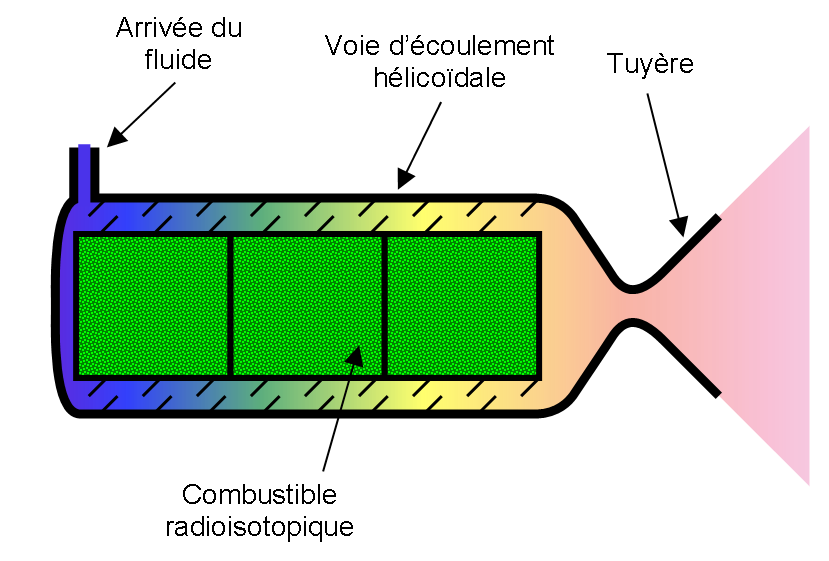
Schéma de fonctionnement.

Le concept est un développement du générateur thermoélectrique à radioisotope (RTG), qui produit de l'électricité à partir de la chaleur radioactive. Pour la propulsion, le système de conversion électrique est remplacé par un échangeur dans lequel circule le fluide à chauffer. Les températures atteignables vont de 1 500 à 2 000 °C, permettant une impulsion spécifique de 700 à 800 s, environ le double des performances du meilleur système de propulsion chimique (LOX/LH2).
Cependant, la puissance dégagée par un tel dispositif est assez faible. Tandis qu'un système de propulsion nucléaire thermique reposant sur une réaction en chaîne peut développer plus d'un gigawatt, un système radioisotopique ne peut espérer atteindre que quelques kilowatts. Cela implique que cette conception, bien que performante, ne produit une poussée que de quelques newtons. Afin d'avoir la meilleure puissance pour une mission de moyenne durée, ces moteurs utilisent des combustibles ayant une demi-vie courte, tels que le 210Po (138 jours), contrairement au RTG qui doit fonctionner de façon constante sur de longues périodes et utilise donc un combustible à longue demi-vie tel que le plutonium. Pour un fonctionnement de courte durée avec plus de puissance, le fermium-253 de trois jours de demi-vie a été proposé.
Contrairement à un moteur nucléaire thermique, ce type de réacteur est en fonctionnement permanent (comme le RTG). Il faut donc prévoir de le refroidir ou de le larguer après l'épuisement du fluide propulsif.

## Essais
TRW développa assez activement un programme connu sous le nom de Poodle (« caniche ») de 1961 à 1965, et ces moteurs sont encore aujourd'hui connus sous le nom anglais de Poodle thrusters. Ce nom est un jeu de mots faisant référence au projet Rover et ses moteurs plus puissants.
En avril 1965, des essais moteur au sol se déroulèrent pendant 65 heures à 1 500 °C, produisant une impulsion spécifique de 650 à 700 s, une puissance de 5 kW et une poussée de 1,3 à 1,5 N. Le prototype mesurait 33 cm de long par 10 cm de diamètre pour une masse de 13,6 kg, il était conçu pour fonctionner à l'hydrogène gazeux évaporé directement du réservoir (simplifiant en plus le stockage du fluide).

## Applications
La faible masse sèche combinée avec la forte impulsion spécifique rendait ce type de moteur éligible comme dernier étage de missions à fort {\displaystyle \Delta v}.
Son utilisation fut notamment envisagée en 1967 pour des missions de reconnaissance vers Mars. Certaines phases de la mission devaient être accomplies par une propulsion au polonium (transfert vers Mars) ou au plutonium (contrôle d'attitude). Une fois en orbite autour de Mars, les réacteurs pouvaient être utilisés comme source d'énergie pour les transmissions.
Ce concept de combinaison de propulsion et génération thermoélectrique est nommé snapoodle, par assemblage du terme poodle avec l'acronyme SNAP (Systems for Nuclear Auxiliary Power, la famille de RTG utilisés par la NASA pour diverses sondes et le programme Apollo).
Aucun véhicule n'a encore été propulsé par ce système (en 2010). Cependant, ce principe est peut-être accidentellement à l'œuvre dans l'anomalie Pioneer : parmi les hypothèses avancées pour expliquer la déviation des sondes Pioneer 10 et 11, les générateurs RTG de type SNAP-19 les équipant sont soupçonnés pour diverses raisons, dont l'éjection de l'hélium issu de la désintégration α du plutonium.